# Dmitry Trunenkov
Dmitry Trunenkov est un bobeur russe né le 19 avril 1984. Il a remporté avec Alekseï Negodaylo, Alekseï Voïevoda et Aleksandr Zubkov la médaille d'or de l'épreuve du bob à quatre aux Jeux olympiques de 2014, à Sotchi, en Russie. Ils sont cependant disqualifiés pour dopage en novembre 2017.
Depuis 2016, Dmitry Trunenkov est le directeur de l'organisation nationale patriotique pour la jeunesse Iounarmia.

## Palmarès

### Jeux Olympiques
- : médaillé d'or en bob à 4 aux JO 2014.

### Championnats monde
- : médaillé d'argent en bob à 4 aux championnats monde de 2008 et 2013.